# ヴィレッジブックス
ヴィレッジブックス（villagebooks）は、かつて存在したフリュー株式会社の出版事業。

## 沿革
2001年、株式会社ソニー・マガジンズは、日本国外のミステリや映画のノベライズ作品を中心に刊行する文庫レーベル『ヴィレッジブックス』を立ち上げ、後にサブカルチャーや実用書へジャンルを拡大する。
2006年8月、ソニー・マガジンズの書籍部門が株式会社ウィーヴに売却され、株式会社ウィーヴと株式会社オムロンエンタテインメントは事業の受け皿会社として株式会社ヴィレッジブックスを設立した。新会社設立後もしばらく、出版物の販売はソニー・マガジンズが代行していたが、2008年4月より自前の営業部を設置して完全独立した。
2011年11月1日、株式会社ヴィレッジブックスは、親会社である株式会社ウィーヴに吸収合併された。それに伴って、ヴィレッジブックスレーベルからの出版事業は、株式会社ウィーヴ ヴィレッジブックス出版部となった。
2019年7月1日、株式会社ウィーヴは、親会社であるフリュー株式会社に吸収合併された。それに伴って、ヴィレッジブックスレーベルからの出版事業は、フリュー株式会社 ヴィレッジブックス出版部となった。
アメコミの日本語翻訳版、映画、ロマンスなどエンタテインメント分野の翻訳書を中心とした出版を行っていたが、2021年11月以降は新刊発行がなく、2022年12月5日に出版事業の終了が発表された。

## 主な発行物
- ヴィレッジブックス - ミステリ・映画ノベライズ・実用書
- ヴィレッジブックスedge - ライトノベル
- BloomBooks - 女性向け実用書
- にいるぶっくす - 絵本